# Cultivo por lotes (bacteriología)
El cultivo por lotes (en inglés: batch) se refiere a un proceso por grupos para el cultivo de microorganismos. En este proceso, los microorganismos se introducen en un medio de cultivo que permanece igual durante todo el periodo de cultivo: no se repone ni se rellena (fermentador  alimentado discontinuo o fed-batch) ni se sustituye parcialmente (biorreactor de quimiostato).
El crecimiento de la población de microorganismos, crecimiento bacteriano, en un cultivo por lotes suele, tras permanecer inicialmente constante (fase de adaptación o regazo; en inglés: lag-phase), aumentar muy fuertemente (fase exponencial); luego disminuye cada vez más (fase de transición), finalmente se detiene (fase estacionaria) y también puede volverse negativo (fase de muerte o declinación). Se considera que las causas del estancamiento del crecimiento son el agotamiento del medio nutritivo y la acumulación de sustancias tóxicas.